# Trofeo Gruppo Meccaniche Luciani
Le Trofeo Gruppo Meccaniche Luciani est une course cycliste italienne disputée au mois de mars à Corridonia, dans la région des Marches. Créé en 2001, elle est organisée par le GS Calzaturieri Montegranaro. 
Durant son existence, cette épreuve partie du calendrier régional de la Fédération cycliste italienne, en catégorie 1.19. Elle est donc ouverte aux cyclistes espoirs (moins de 23 ans) et élites sans contrat. 

## Parcours
Le Trophée est formé par un court circuit plat de 2,78 kilomètres emprunté à 36 reprises, soit une distance totale de 100 kilomètres,. 

## Palmarès
| Année | Vainqueur            | Deuxième                | Troisième              |
| ----- | -------------------- | ----------------------- | ---------------------- |
| 2001  | Tommaso Caneschi     |                         |                        |
| 2002  | Manolo De Flavis     | Mario de Sárraga        | Armando Camelo         |
| 2003  | Armando Camelo       | Sante Di Nizio          | Alessandro Donati      |
| 2004  | Daniele Innocenzi    | Ivan Stević             | Luca Pierfelici        |
| 2005  | Marco Fabbri         | Luca Fioretti           | Francesco Baldini      |
| 2006  | Federico Canuti      | Americo Novembrini      | Fabio Taborre          |
| 2007  | Anton Sintsov        | Ciro Santoro            | Marco Ghiselli         |
| 2008  | Luca Fioretti        | Ramon Baldoni           | Giovanni Rinicella     |
| 2009  | Fabio Piscopiello    | Simone Campagnaro (en)  | Innocenzo Di Lorenzo   |
| 2010  | Matteo Rabottini     | Gaetano Romaggioli      | Manuel Fedele          |
| 2011  | Bartosz Warchoł      | Francesco Lasca         | Antonio Viola          |
| 2012  | Mattia Marcelli      | Michele Viola           | Davide Censori         |
| 2013  | Marco Gaggia         | Mattia Marcelli         | Ryan MacAnally         |
| 2014  | Paolo Totò           | Gian Marco Di Francesco | Danilo Celano          |
| 2015  | Francesco Delledonne | Mattia Marcelli         | Simone Bernardini (en) |
| 2016  | Cristian Raileanu    | Ahmed Galdoune          | Alessio Brugna         |
| 2017  | Fabrizio Titi        | Mattia Marcelli         | Matteo Pascazi         |
| 2018  | Filippo Tagliani     | Francesco Di Felice     | Mattia De Mori         |
| 2019  | Gianmarco Begnoni    | Daniele Cazzola         | Alessio Brugna         |
| 2020  | annulé               |                         |                        |